# Parco nazionale di Kozara
Il parco nazionale di Kozara (in bosniaco Nacionalni park Kozara, in serbo Национални парк Козара) è un parco nazionale che si trova nel nord della Bosnia ed Erzegovina. Istituito nel 1967 nell'allora Jugoslavia, si trova tra i fiumi Una, Sava, Sana e Vrbas. Al suo interno è incluso in gran parte il massiccio del Kozara.